# Kostnojęzykowe
Kostnojęzykowe, kostnojęzyczne (Osteoglossidae) – rodzina słodkowodnych ryb kostnojęzykokształtnych (Osteoglossiformes), obejmująca około 10 współcześnie występujących gatunków oraz liczne taksony kopalne, znane co najmniej z paleocenu.

## Występowanie
Współczesny zasięg przedstawicieli tej rodziny obejmuje tropikalną strefę Ameryki Południowej, Afryki i Azji Południowo-Wschodniej po północną Australię. W zapisie kopalnym znane są również z Europy i Ameryki Północnej.

## Cechy charakterystyczne
Są to ryby dorastające do kilkudziesięciu centymetrów długości. Ich ciało jest pokryte bardzo dużymi, masywnymi łuskami. Duży otwór gębowy jest ułożony skośnie ku górze i zaopatrzony w dwa wąsiki podbródkowe. Szczęki są uzębione. Płetwy brzuszne przesunięte wyraźnie w tył za podstawami płetw piersiowych. Występuje 10–17 promieni branchiostegalnych.
Większość jest wszystkożerna lub mięsożerna. Młodsze, mniejsze osobniki żywią się bezkręgowcami, a starsze polują również na kręgowce, głównie ryby. Arowana srebrna znana jest z chwytania przelatujących nad wodą nietoperzy.
Samce kostnojęzykowych są pyszczakami. Jaja o średnicy 1 cm noszą w pysku, w kieszonce utworzonej pomiędzy kośćmi żuchwy.

## Klasyfikacja
Gatunki współcześnie żyjące klasyfikowane są w rodzajach:
- Osteoglossum
- Scleropages

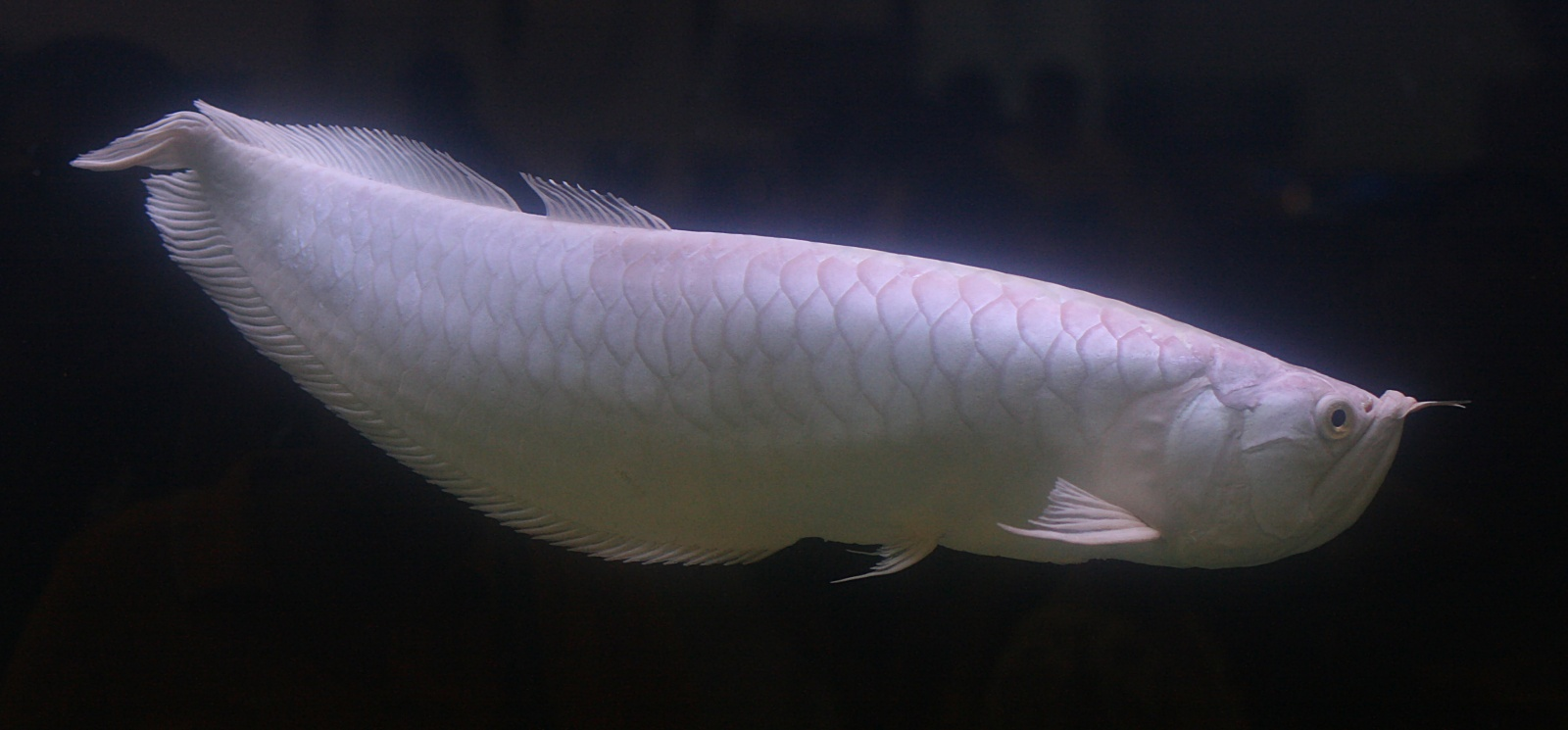
Arowana srebrna (Osteoglossum bicirrhosum)

Wśród taksonów kopalnych wymieniane są m.in.:
- Brychaetus z paleocenu i eocenu Europy i Afryki[8]
- Phareodus z eocenu Ameryki Północnej (Wyoming)[8]

Rodzajem typowym jest Osteoglossum.

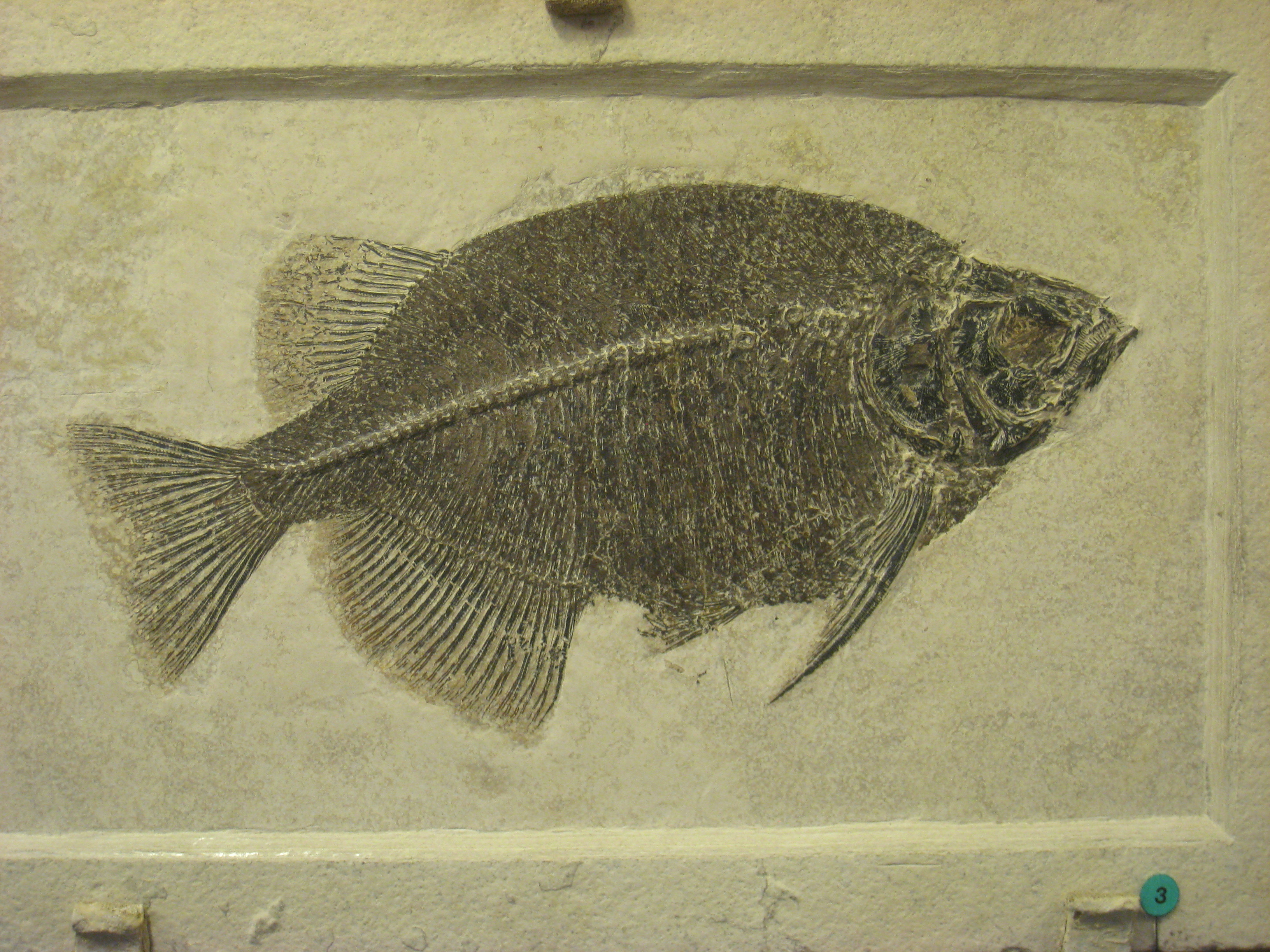
Kopalny Phareodus testis – Buffalo Museum of Science, USA

Wcześniej  do tej rodziny, w randze podrodziny Heterotidinae, były zaliczane gatunki klasyfikowane obecnie w odrębnej rodzinie Arapaimidae.